# Wereldkampioenschap voetbal 2018 (Groep H) Japan - Polen
Dit artikel gaat over de wedstrijd in de groepsfase in groep H tussen Japan en Polen die gespeeld werd op donderdag 28 juni 2018 tijdens het wereldkampioenschap voetbal 2018. Het duel was de vijfenveertigste wedstrijd van het toernooi.

## Voorafgaand aan de wedstrijd
- Japan stond bij aanvang van het toernooi op de eenenzestigste plaats van de FIFA-wereldranglijst.[1]
- Polen stond bij aanvang van het toernooi op de achtste plaats van de FIFA-wereldranglijst.[2]
- Deze confrontatie tussen de nationale elftallen van Japan en Polen was de derde in de historie.[3]
- Het duel vond plaats in de Volgograd Arena in Wolgograd. Dit stadion werd in 2018 geopend en kan 44.918 toeschouwers herbergen.

## Wedstrijdgegevens[4]
| Datum                | 28 juni 2018                                                                               | 28 juni 2018                                                                               |
| Wedstrijdnummer      | 45                                                                                         | 45                                                                                         |
| Stadion              | Volgograd Arena, Wolgograd                                                                 | Volgograd Arena, Wolgograd                                                                 |
| Toeschouwers         | 42.189                                                                                     | 42.189                                                                                     |
| Scheidsrechter       | Janny Sikazwe                                                                              | Janny Sikazwe                                                                              |
| Assistenten          | Jerson Dos Santos Zakhele Siwela                                                           | Jerson Dos Santos Zakhele Siwela                                                           |
| Vierde official      | Ricardo Montero                                                                            | Ricardo Montero                                                                            |
| Videoscheidsrechters | Daniele Orsato Carlos Astroza (assistent) Gery Vargas (assistent) Paolo Valeri (assistent) | Daniele Orsato Carlos Astroza (assistent) Gery Vargas (assistent) Paolo Valeri (assistent) |
| Man van de wedstrijd | Jan Bednarek                                                                               | Jan Bednarek                                                                               |
|                      | Japan                                                                                      | Polen                                                                                      |
| Doelpunten           | 0                                                                                          | 1                                                                                          |
| Gele kaarten         | 1                                                                                          | 0                                                                                          |
| Rode kaarten         | 0                                                                                          | 0                                                                                          |
| Wissels              | 3                                                                                          | 2                                                                                          |
| Schoten op doel      | 3                                                                                          | 2                                                                                          |
| Schoten naast doel   | 4                                                                                          | 5                                                                                          |
| Overtredingen        | 11                                                                                         | 8                                                                                          |
| Hoekschoppen         | 5                                                                                          | 7                                                                                          |
| Buitenspel           | 1                                                                                          | 0                                                                                          |
| Balbezit (%)         | 54                                                                                         | 46                                                                                         |

| Japan | 0 – 1           | Polen |
| | goals (assists) | 59' Jan Bednarek (Rafał Kurzawa) |
| Akira Nishino | bondscoach      | Adam Nawałka |
| Eiji Kawashima Hiroki Sakai Maya Yoshida Tomoaki Makino Yuto Nagatomo Hotaru Yamaguchi Gaku Shibasaki Gotoku Sakai Shinji Okazaki 47' Takashi Usami 65' Yoshinori Muto 82' | opstellingen    | Łukasz Fabiański Bartosz Bereszyński Kamil Glik Jan Bednarek 79' Rafał Kurzawa Grzegorz Krychowiak Jacek Góralski Artur Jędrzejczyk 79' Piotr Zieliński Robert Lewandowski Kamil Grosicki |
| Yuya Osako 47' Takashi Inui 65' Makoto Hasebe 82' | wissels         | 79' Sławomir Peszko 79' Łukasz Teodorczyk |
| Tomoaki Makino 66' | gele kaarten    | |
| | rode kaarten    | |